# Уједињено Краљевство на Европском првенству у атлетици у дворани 1973.
Уједињено Краљевство је учествовало на 4. Европском првенству у дворани 1973. одржаном у Ротердаму, (Холандија), 10. и 11. марта.
Репрезентацију Уједињеног Краљевства у њеном  четвртом учешћу на европским првенствима у дворани представљало је 12 спортиста (7 мушкараца и 5 жена) који су се такмичили у једанаест дисциплина (6 мушких и 5 женских).
Најуспешнија је била Верона Бернард победом у трци на 400 метара која је поред златне медаље поставила и нови светски рекорд у дворани.  Са једном златном медаљом Уједињено  Краљевство је заузела 9. место  са Југославијом, Италијом и Мађарскокм од 16 земаља које су освајале медаље, односно од 24. земље учеснице.
У табели успешности (према броју и пласману такмичара који су учествовали у финалним такмичењима (првих 8 такмичара)) Уједињено Краљевство је са 4 учесника у финалу делило 10. место са Холандијом са 19 бодова. од 22 земље које су у финалу имале представнике. Само  Данска и Исланд нису имали финалисте.
| Плас. | Земља                | 1. место | 2. место | 3. место | 4. место | 5. место | 6. место | 7. место | 8. место | Бр. финал. - Бод. |
| ----- | -------------------- | -------- | -------- | -------- | -------- | -------- | -------- | -------- | -------- | ----------------- |
| =10.  | Уједињено Краљевство | 1 − 8    | −        | −        | 1 − 5    | 1 − 4    | −        | 1 − 2    | −        | 4 − 19            |

## Учесници
| Бр. | Дисциплина   | Мушкарци     | Жене             | Укупно |
| --- | ------------ | ------------ | ---------------- | ------ |
| 1.  | 60 м         | Брајен Грин  | Андреа Линч      | 2      |
| 2.  | 400 м        | Џим Окет     | Верона Бернард   | 2      |
| 3.  | 800 м        | Питер Браун  | Розмери Стирлинг | 2      |
| 4.  | 60 м препоне | Грејам Говер | Џуди Вернон      | 2      |

| Бр. | Дисциплина   | Мушкарци               | Жене        | Укупно |
| --- | ------------ | ---------------------- | ----------- | ------ |
| 5.  | Скок увис    |                        | Мери Питерс | 1      |
| 6.  | Скок удаљ    | Фил Скот               |             | 1      |
| 7.  | Бацање кугле | Џефри Кејпс Мајкл Винч |             | 2      |
|     | Укупно (7)   | 7                      | 5           | 12     |

- Тачка уз име такмичара означава де је учествовао у више дисциплина.

## Освајачи медаља
- Злато

1. Верона Бернард — 400 м, жене

## Резултати

### Мушкарци
| Атлетичар    | Дисциплина   | Лични рекорд | Квалификације | Квалификације | Полуфинале           | Полуфинале           | Финале               | Финале   | Детаљи |
| Атлетичар    | Дисциплина   | Лични рекорд | Резултат      | Место         | Резултат             | Место                | Резултат             | Место    | Детаљи |
| ------------ | ------------ | ------------ | ------------- | ------------- | -------------------- | -------------------- | -------------------- | -------- | ------ |
| Брајен Грин  | 60 м         |              | 6,73          | 2. у гр. 2 КВ | 6,71                 | 1. у пф 3КВ          | 6,74 ЛРд             | 4. / 32  |        |
| Џим Окет     | 400 м        |              | 48,47 ЛРд     | 3. у гр. 2    | Није се квалификовао | Није се квалификовао | Није се квалификовао | 12. / 16 |        |
| Питер Браун  | 800 м        |              | 1:49,86 ЛРд   | 4. у гр.3     |                      |                      | Није се квалификовао | 12. / 16 |        |
| Грејам Говер | 60 м prepone |              | 8,11 ЛРд      | 4. у гр. 3    | Није се квалификовао | Није се квалификовао | Није се квалификовао | 16. / 20 |        |
| Фил Скот     | скок удаљ    |              |               |               |                      |                      | 7,48 ЛРд             | 5. / 8   |        |
| Џефри Кејпс  | бацање кугле |              | 19,26 ЛРд     | 7. / 12       |                      |                      |                      |          |        |
| Мајкл Винч   | бацање кугле |              | 18,52 ЛРСд    | 9. / 12       |                      |                      |                      |          |        |

### Жене
| Атлетичарка      | Дисциплина   | Лични рекорд | Квалификације | Квалификације | Полуфинале | Полуфинале | Финале                | Финале   | Детаљи |
| Атлетичарка      | Дисциплина   | Лични рекорд | Резултат      | Место         | Резултат   | Место      | Резултат              | Место    | Детаљи |
| ---------------- | ------------ | ------------ | ------------- | ------------- | ---------- | ---------- | --------------------- | -------- | ------ |
| Андреа Линч      | 60 м         |              | 7,42 ЛРСд     | 3. у гр. 2 кв | 7,42       | 5. у пф 2  | Није се квалификовала | 9. / 26  |        |
| Верона Бернард   | 400 м        |              | 53,98 ЛРд     | 1. у гр. 1 КВ | 53.35      | 1 у пф. 1  | 53,04 СРд             |          |        |
| Розмери Стирлинг | 800 м        |              | 1:49,86 ЛРд   | 5. у гр.2     |            |            | Није се квалификовала | 12. / 16 |        |
| Џуди Вернон      | 60 м prepone |              | 8,49          | 3. у гр. 3    | 8,46 ЛРСд  | 4. у пф. 2 | Није се квалификовала | 9. / 16  |        |
| Мари Питерс      | скок увис    |              |               |               |            |            | 1,70                  | 17. / 17 |        |

## Биланс медаља Уједињеног Краљевства после 4. Европског првенства у дворани 1970—1973.
|     | ЕП     |   |   |   |   | УП  |
| 1.  | 1970.  | 2 | 0 | 0 | 2 | 5   |
| 2.  | 1971.  | 2 | 1 | 1 | 4 | 5   |
| 3.  | 1972.  | 0 | 0 | 0 | 0 | 0   |
| 4.  | 1973.  | 1 | 0 | 0 | 1 | = 9 |
| 1-4 | Укупно | 5 | 1 | 1 | 7 | 6   |
| --- | ------ | - | - | - | - | --- |

|                                        | Атлетичар-ка]                          |                                        |                                        |                                        |                                        |                                        |
| Није било вишеструких освајача медаља. | Није било вишеструких освајача медаља. | Није било вишеструких освајача медаља. | Није било вишеструких освајача медаља. | Није било вишеструких освајача медаља. | Није било вишеструких освајача медаља. | Није било вишеструких освајача медаља. |
| -------------------------------------- | -------------------------------------- | -------------------------------------- | -------------------------------------- | -------------------------------------- | -------------------------------------- | -------------------------------------- |

## Освајачи медаља Уједињеног Краљевства после 3. Европског првенства у дворани 1970—1973.
|    | Атлетичар/ка     | м | ж | ЕП       | Дисциплина |   |   |   |   |
| -- | ---------------- | - | - | -------- | ---------- | - | - | - | - |
| 1. | Ричард Вајлд     | м |   | 1970.    | 3.000 м    |   |   |   |   |
| 2. | Мерилин Невил    |   | ж | 1970.    | 400 м      |   |   |   | 2 |
| 3. | Питер Стјуарт    | м |   | 1971.    | 3.000 м    |   |   |   |   |
| 4. | Маргарет Бичам   |   | ж | 1971.    | 1.500 м    |   |   |   |   |
| 5. | Фил Луис         | м |   | 1971.    | 800 м      |   |   |   |   |
| 6. | Розмари Стирлинг |   | ж | 1971.    | 800 м      |   |   |   | 4 |
| 7. | Верона Бернард   |   | ж | 1973.    | 400 м      |   |   |   | 1 |
|    | Укупно           | 3 | 4 | 1970—74. |            | 5 | 1 | 1 | 7 |